# Les Bordes (Loiret)
Les Bordes is een gemeente in het Franse departement Loiret (regio Centre-Val de Loire). Les Bordes telde op 1 januari 2022 1.846 inwoners.

## Geografie
De oppervlakte van Les Bordes bedroeg op 1 januari 2022 24,02 vierkante kilometer; de bevolkingsdichtheid was toen 76,9 inwoners per km².

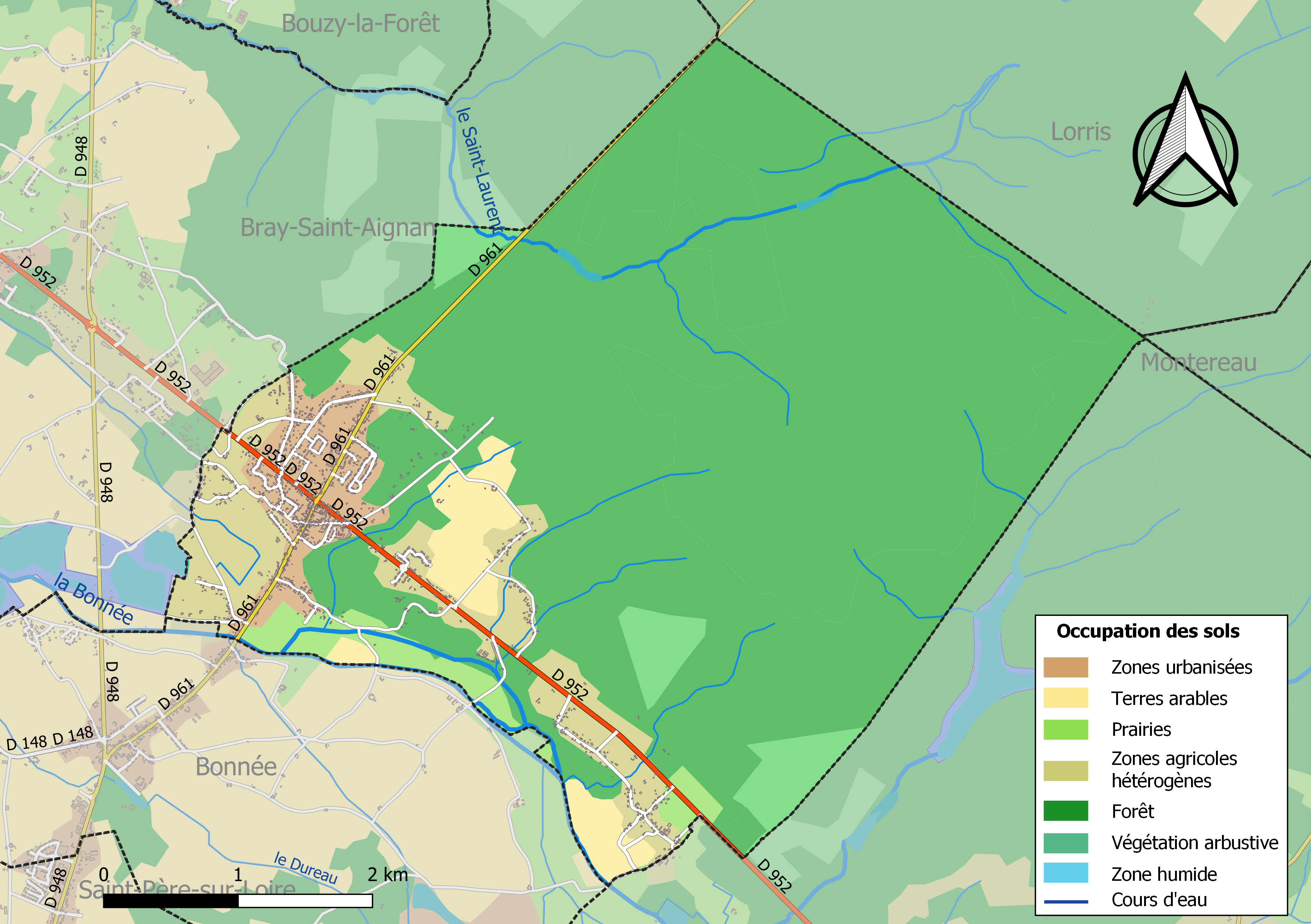
Kaart van de gemeente met de belangrijkste infrastructuur, bodemgebruik en omliggende gemeenten

## Demografie
Onderstaande figuur toont het verloop van het inwoneraantal van Les Bordes vanaf 1962.

Bron: Frans bureau voor statistiek. Cijfers inwoneraantal volgens de definitie population sans doubles comptes (zie de gehanteerde definities)